# 拳皇XII
《拳皇XII》是SNK Playmore（现SNK）开发的拳皇系列格斗游戏，最初在2009年于日本登陆街机平台，同年移植至PlayStation 3和Xbox 360平台，並在包括日本和欧美等地发行。
出場角色全部重繪。本作無任何情節，因此與《拳皇XI》的情節並無任何關係。取消了《拳皇2003》和《拳皇XI》的更换队员的设定，恢復了以住的一對一回合制度。另外，本作人物沒有劃分任何隊伍，所以在街機模式挑戰虛擬對手時，會隨機挑選三名人物作對手。由於本作沒有头目及特別人物，直到最後的比賽場地為晚間大會擂台為止便完結。雖然本作畫面特效精美受到玩家稱讚，但仍有多個地方有所不足及系統出現嚴重缺陷等問題，因此被玩家稱為「半成品」或「測試品」，其作品評價亦是拳皇系列多年來最差的。
家用機移植版《拳皇XII》則於2009年7月30日發售，依舊沒有任何情節及头目存在。追加了兩位角色使用，並且會用拳皇大賽播映節目形式作視點，以新聞報導方式在開場、中段、完結作描述。可以利用連線系統在網上房間與其他玩家進行對戰，但有不少玩家批評連線的情況時常惡劣 。

## 角色
| 《拳皇XII》登場人物 (無劃分任何隊伍)          | 《拳皇XII》登場人物 (無劃分任何隊伍) | 《拳皇XII》登場人物 (無劃分任何隊伍) |
| --------------------------------------------- | ------------------------------------ | ------------------------------------ |
| 草薙 京（KYO KUSANAGI）                       | 阿修・克里門森（ASH CRIMSON）        | 八神 庵（IORI YAGAMI）               |
| 安迪・波格（ANDY BOGARD）                     | 金甲喚（KIM KAPHWAN）                | 羅拔・嘉西亞（ROBERT GARCIA）        |
| 二階堂 紅丸（BENIMARU NIKADO）                | 神武（SHEN WOO）                     | 東丈（JOE HIGASHI）                  |
| 莉安娜・海頓（LEONA HEIDERN）                 |                                      | 麻宮 雅典娜（ATHENA ASAMIYA）        |
| 椎拳崇（SIE KENSOU）                          | 墮瓏（DUO LON）                      | 鎮元齋（CHIN GENTSAI）               |
| 拉爾夫・鍾斯（RALF JONES）                    | 雷電（RAIDEN）                       | 克拉克・史超（CLARK STEEL）          |
| 泰利・波格（TERRY BOGARD）                    | 大門 五郎（GORO DAIMON）             | 坂崎 獠（RYO SAKAZAKI）              |
| 家用版追加可使用人物 (無劃分任何隊伍)         |                                      |                                      |
| 伊莉莎白・布蘭克托什（ELISABETH BLANCTORCHE） |                                      | 瑪卓亞（MATURE）                     |